# Ujjas juhar
Az ujjas juhar vagy legyezőlevelű juhar (Acer palmatum) a szappanfavirágúak (Sapindales) rendjébe és a szappanfafélék (Sapindaceae) családjába tartozó faj. A japánkert egyik meghatározó növényfaja, magyarul (más fajokkal együtt) a leggyakrabban japán juharnak nevezik. Különleges külleme miatt igen kedvelt dísznövény. Igen sok változata létezik, akadnak köztük világossárga, halványzöld, bordó szélű, de teljesen sötétbordó levelűek is. Színes lombú fajtái zöld fák előtt nagyon kontrasztosak. Bonszaiként is gyakran nevelik.

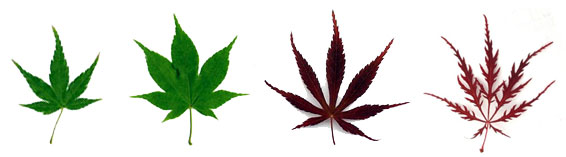
Példák az ujjas juhar levélváltozataira

## Megjelenése, felépítése
A cserje vagy fa 6–10 méter magasra nőhet. Ernyő formájú koronája többnyire szabálytalan vagy kerekded. Vesszői vékonyak.
Az „ujjas” nevet tenyeresen összetett leveleiről kapta; a 4–12 cm hosszú levelek öt-, hét- vagy kilencujjúak lehetnek. Színüket évszakonként és variánstól függően változtathatják (pl. a nyáron zöld levél ősszel bordóra vált).

## Alfajok, alakok
- Acer palmatum subsp. amoenum (Carrière) H.Hara
- Acer palmatum subsp. matsumurae Koidz.
- Acer palmatum f. latilobatum (Koidz.) Ohwi

## Életmódja, termőhelye
A savanyú kémhatású (pH 6,1–6,5) jó vízvezető vályogtalajt kedveli. Egyes változatai  közepes kémhatású (pH 6,6–7,5) talajban is jól megélnek. Olyan helyre ültessük, ahol a nappal nagy részében árnyékban van.
Mivel eredeti élőhelyén enyhébbek a telek, nálunk érdemes pár centi fenyőkéreggel betakarni, hogy a fagy ne érjen a gyökeréig. Nagy melegben sok vizet igényel; akár mindennap is öntözhetjük. Szereti, ha a levegő párás, és vigyázni kell, hogy a leveleit a hőség ne perzselje meg.

## Fajtái
Számos bokorszerű, tarka levelű, színes lombú nemesített fajtája ismert.
- 'Atropurpureum' — Lombja sötét bíborvörös, ősszel élénkpirosra színeződik. Rendszerint kisebb fává fejlődik.
- 'Linearilobum Atropurpureum' — Levelei mélyen szeldeltek. Ősszel érő, pirosas árnyalatú termései kisebb csomókban állnak.
- 'Ribesifolium' — Kis termetű, mindössze 5 m magasra növő, sűrű lombú fajta.
- 'Senkaki' — Téli vesszői élénkpirosak, lombjának színe a narancssárgától a világoszöldig változhat. Ősszel a levelek bronzos árnyalatúak.
- 'Dissectum' — A levelek a közepükig szeldeltek, az egész szeletek szárnyasan bemetszettek.
- 'Ornatum' — Szeldelt levelű, sötétvörös színű fajta.
- 'Oszakazuki'

## Képek

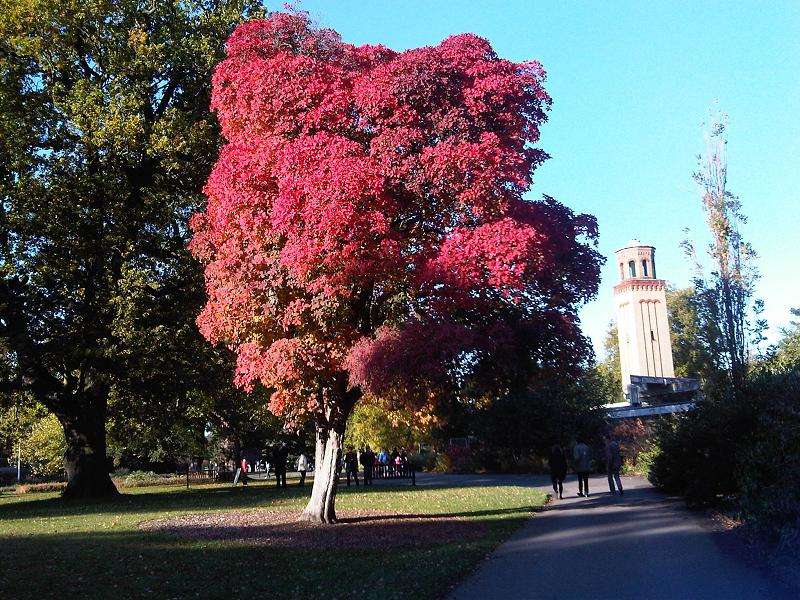
Habitusa
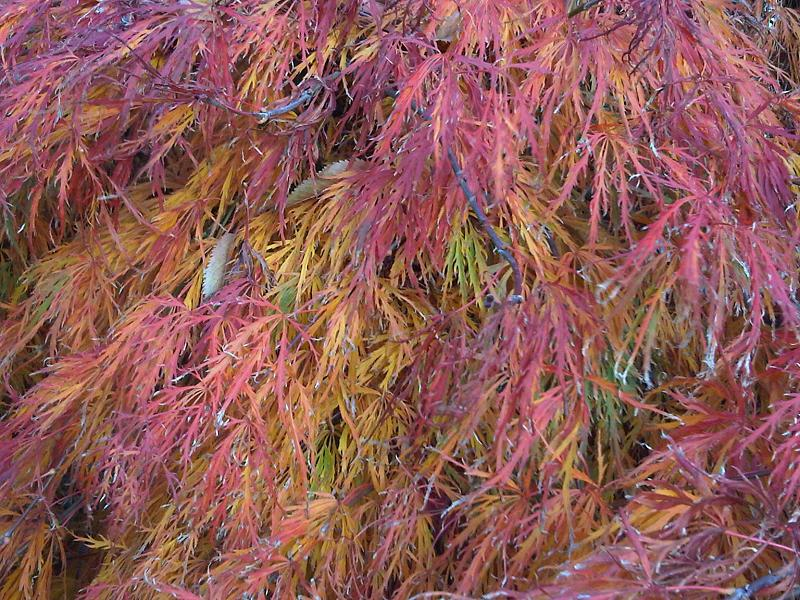
Levelei
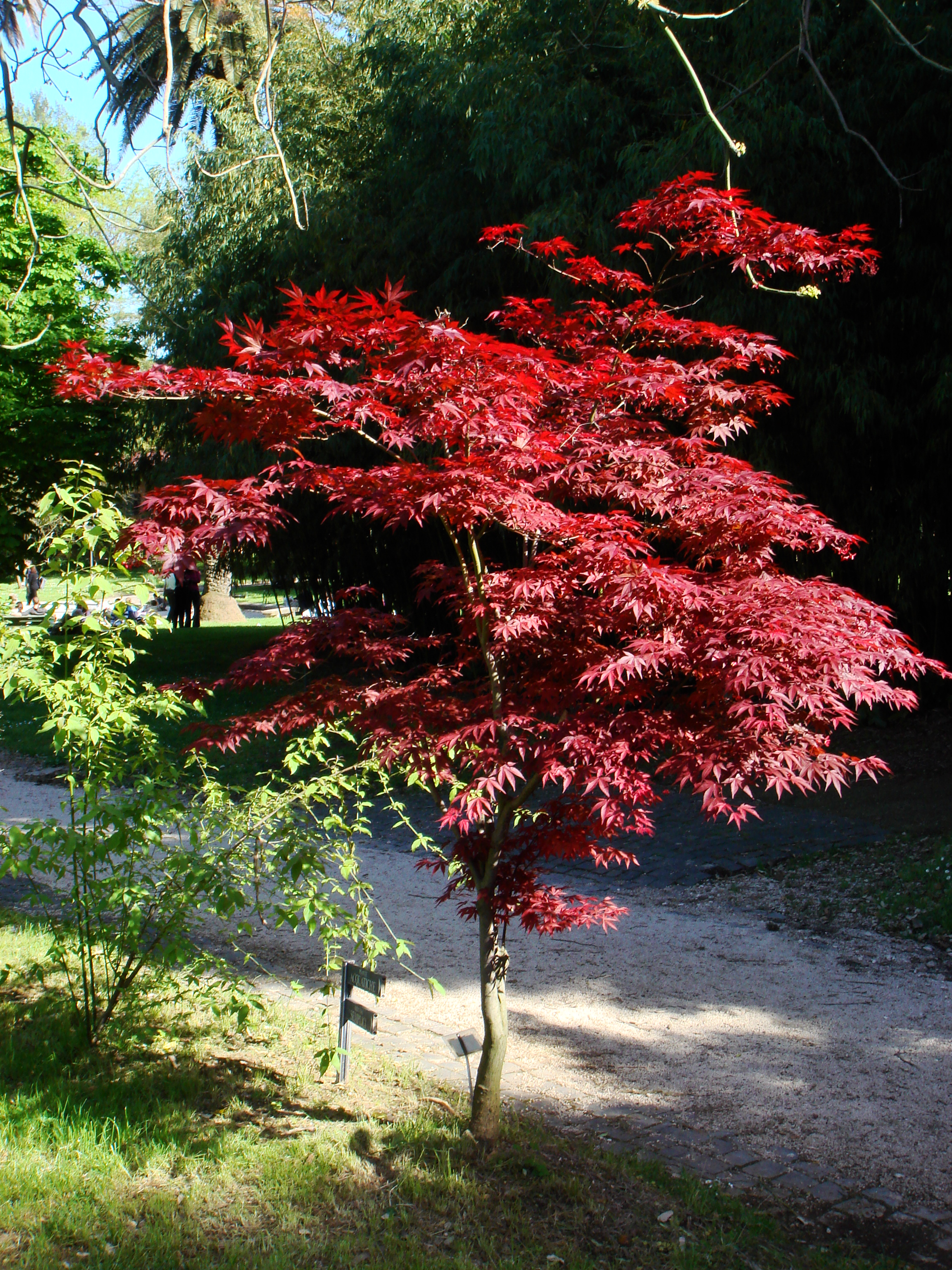
'Atropurpureum' fajta
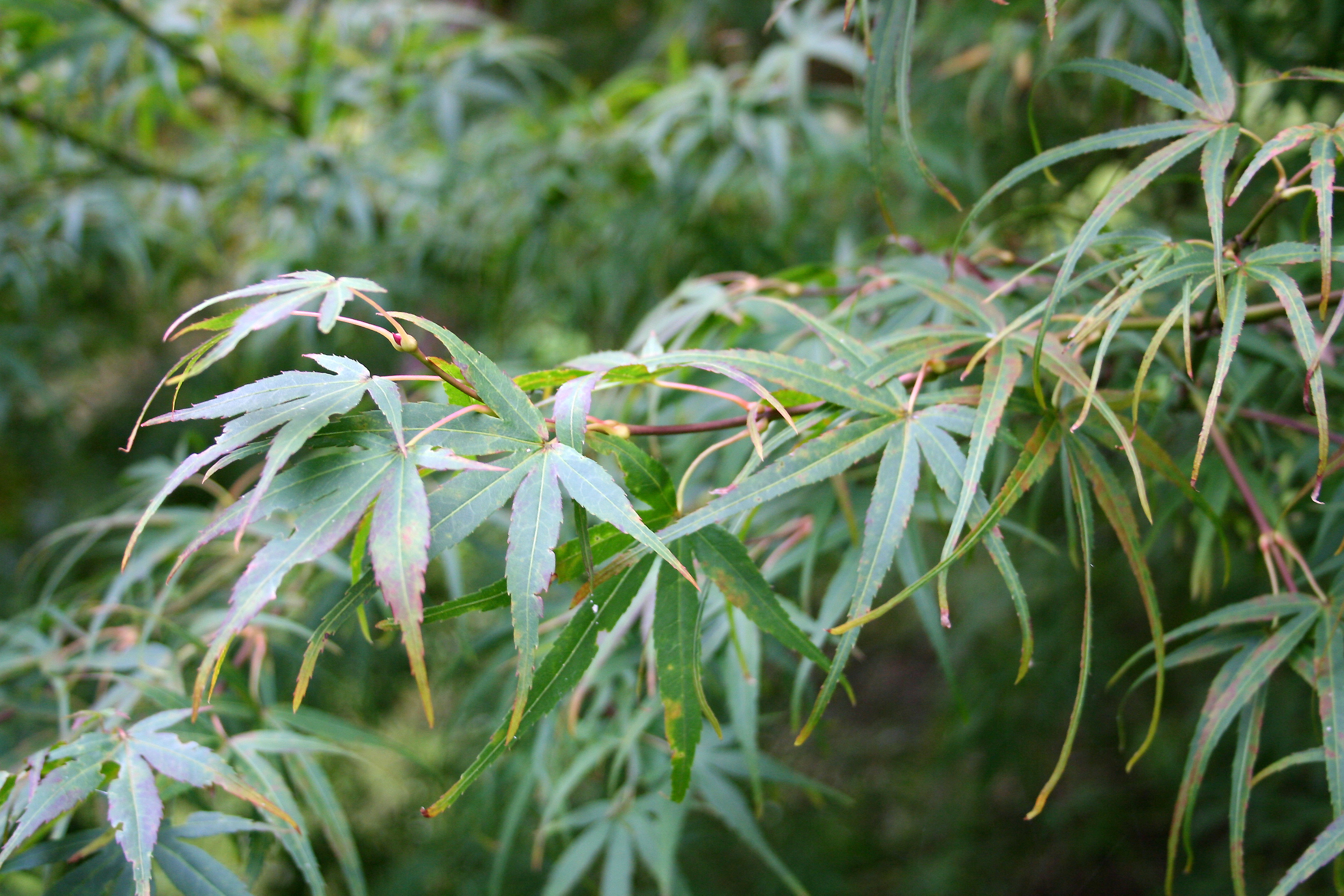
'Linearilobum' fajta
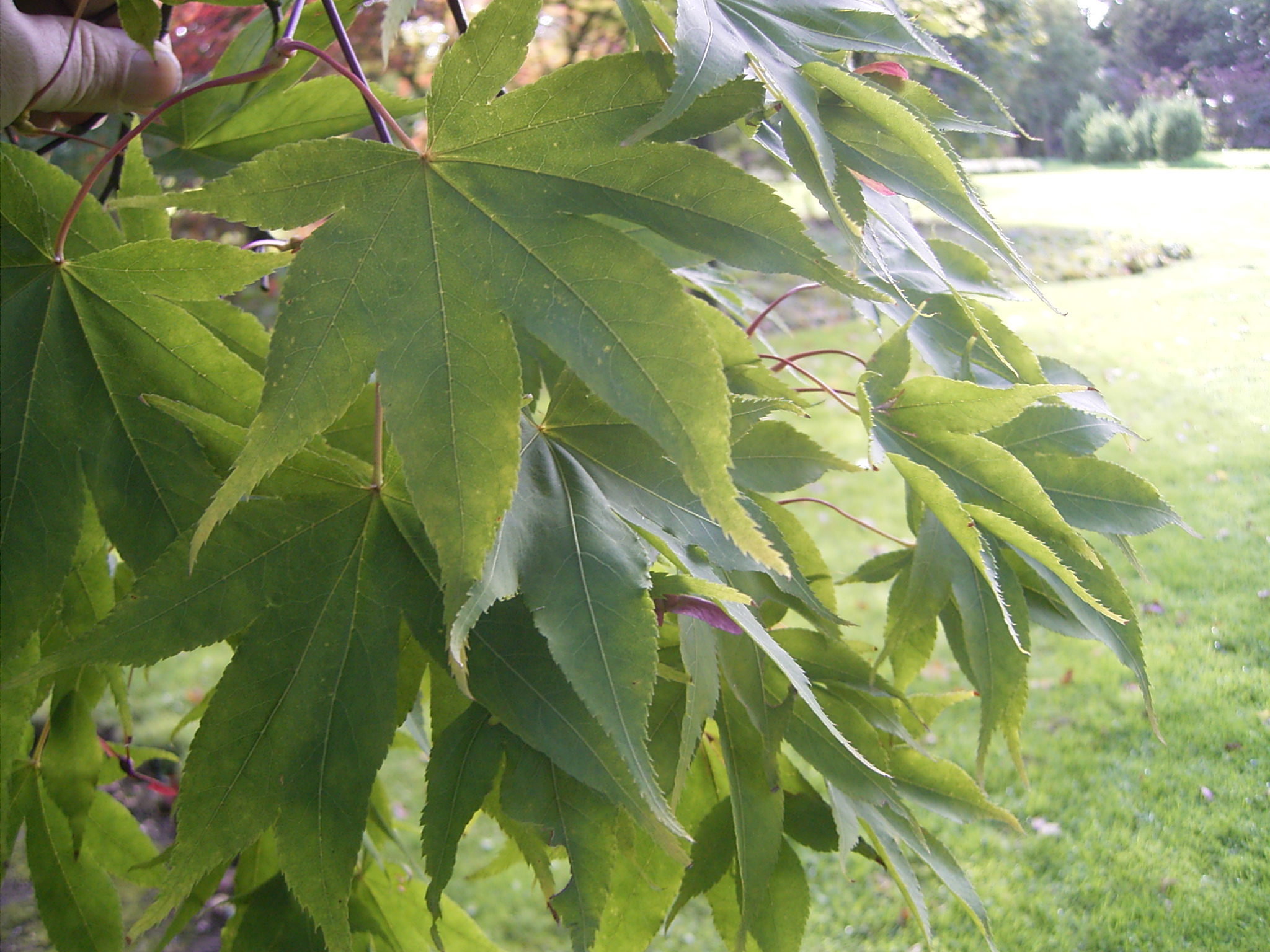
Osakazuki fajta
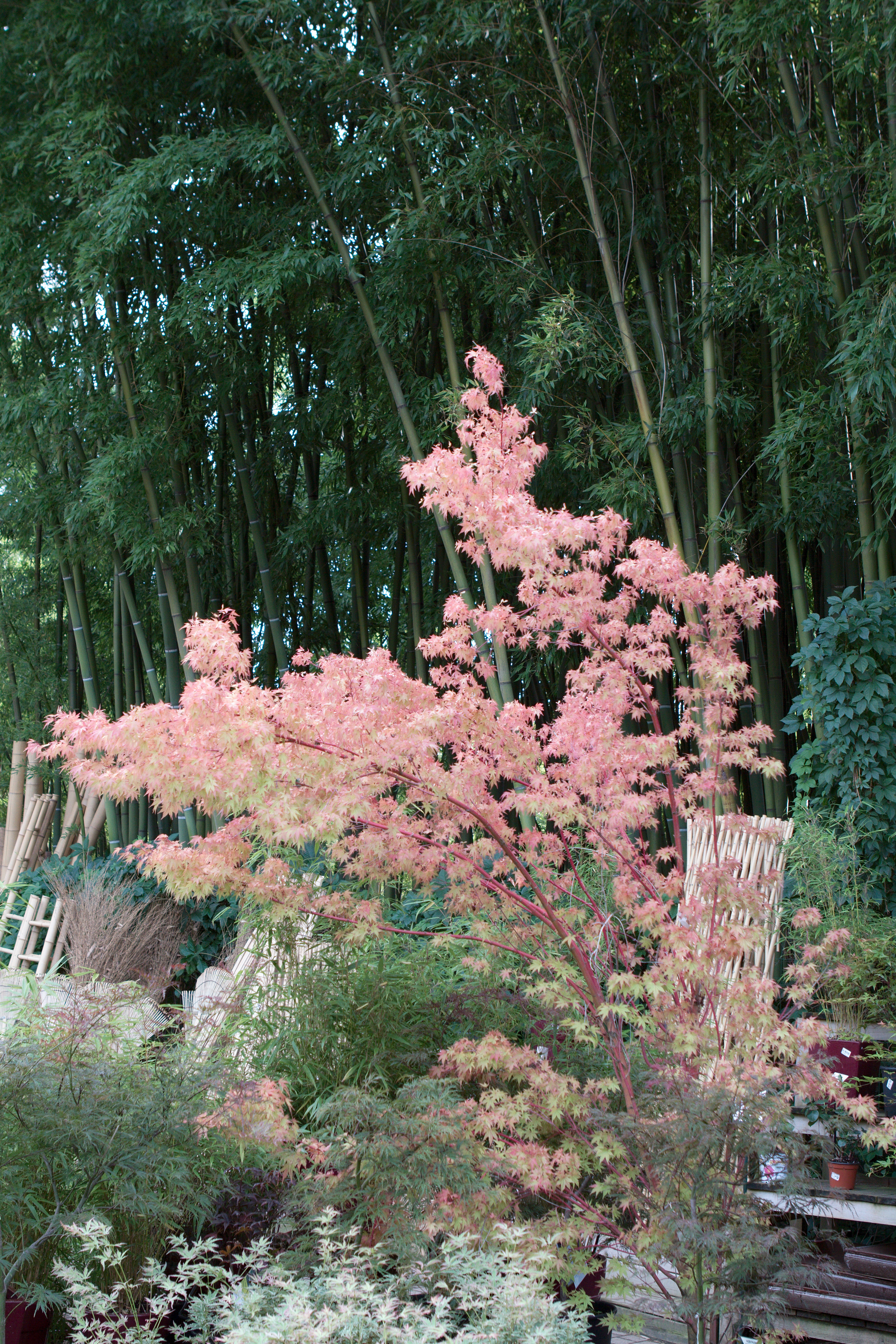
Senkaki fajta